# Hattikuni, Yadgir
Hattikuni là một làng thuộc tehsil Yadgir, huyện Gulbarga, bang Karnataka, Ấn Độ.